# Chryzostom II (arcybiskup Aten)
Chryzostom, imię świeckie Themistoklos Chatsistawru (ur. 1878 w Azji Mniejszej, zm. w czerwcu 1968) – grecki biskup prawosławny, zwierzchnik Greckiego Kościoła Prawosławnego w latach 1962–1967.

## Życiorys
Pochodził z Azji Mniejszej. Ukończył gimnazjum na Samos, a następnie szkołę teologiczną Patriarchatu Konstantynopolitańskiego na wyspie Chalki. Po uzyskaniu jej dyplomu podjął studia prawnicze w Lozannie.
W 1910 miała miejsce jego chirotonia biskupia, po której został wikariuszem metropolii Smyrny (jej ordynariuszem był jego nauczyciel duchowy, metropolita Chryzostom (Kalafatis)). W 1913 został ordynariuszem metropolii Filadelfii, a następnie Efezu. Uczestniczył w greckim ruchu narodowym w Turcji, przez co został skazany na śmierć i zwolniony jedynie dzięki wstawiennictwu wpływowych osób.
Po klęsce Grecji w wojnie grecko-tureckiej 1919–1922 uciekł do Grecji. W episkopacie Greckiego Kościoła Prawosławnego objął katedrę Werii, a następnie Filippi. Powierzono mu również opiekę nad greckimi uchodźcami z Azji Mniejszej. Funkcje te pełnił do 1962, gdy został wybrany na zwierzchnika Greckiego Kościoła Prawosławnego z tytułem arcybiskupa Aten i całej Grecji.
Do odejścia z urzędu został zmuszony w 1967 przez nowo powstały po przewrocie wojskowym rząd czarnych pułkowników. Zastąpił go Hieronim (Kotsonis), który w momencie wyboru nie posiadał jeszcze sakry biskupiej.